# باشگاه فوتبال کورک سیتی
باشگاه فوتبال کورک سیتی (ایرلندی: Cumann Peile Chathair Chorcaí) یک باشگاه فوتبال ایرلندی است که در کورک پایه‌گذاری شده است.